# الشعابي (مذيخرة)

تعديل مصدري - تعديل

الشعابي محلة تابعة لقرية بني البيضاء، التابعة لعزلة الافيوش بمديرية مذيخرة إحدى مديريات محافظة إب في الجمهورية اليمنية، بلغ تعداد سكانها 94 حسب تعداد اليمن لعام 2004.